# František Abrahamovič
František Abrahamovič, také Franz Abrahamovits byl jedním z prvních bratislavských profesionálních fotografů. Původně malíř – portrétista.

## Život a dílo
V polovině 50. let 19. století provozoval v Bratislavě vlastní fotografický ateliér.